# Potamocoridae
Potamocoridae  è una piccola famiglia di insetti acquatici Nepomorfi (ordine Rhynchota, sottordine Heteroptera). L'areale è rappresentato dalle regioni tropicali dell'America.
La famiglia comprende solo otto specie, ripartite fra i generi Coleopterocoris e Potamocoris . L'inquadramento sistematico al rango di famiglia, proposto da ŠTYS & JANSSON (1988 ), non è condiviso da tutti gli Autori, in quanto ricorre spesso anche l'originario inquadramento al rango di sottofamiglia nei Naucoridae (USINGER, 1941 ).